# Jan Lindholm
Jan Vilhelm Lindholm, född 8 oktober 1951 i Överkalix, Norrbottens län, är en svensk politiker (miljöpartist), som var ordinarie riksdagsledamot 2004–2018 (även ersättare 1998 och 2004), invald för Dalarnas läns valkrets. Lindholm satt även med i det Nordiska rådet. Till yrket är Lindholm förskollärare.
Energi och klimatfrågor är Lindholms hjärtefrågor där han till exempel vill att energin kommer från förnyelsebara energikällor och att det satsas mera på kollektivtrafik och ekologisk mat.
Lindholm har använt riksdagens utredningstjänst till att undersöka huruvida chemtrails existerar, vilket han har blivit kritiserad för.
Lindholm har fått utstå kritik för att vid ett flertal tillfällen baserat sig på pseudovetenskap i sina motioner, till exempel om elöverkänslighet (eller ”elrelaterad ohälsa”) och om antroposofisk medicin.
Lindholm engagerade sig också i frågor om rättssäkerhet och allmänhetens tilltro till Sverige som rättsstat. I en interpellation (2008/09:591) förde han fram den hårt kritiserade utredningen av mordet på Olof Palme och menade att det är allvarligt att många människor bibringats uppfattningen att den är ”en politisk skandal och en aktiv mörkläggning” och yrkade på att justitieministern skulle verka för största möjliga öppenhet i denna fråga.